# Pando (Becerreá)
Pando (llamada oficialmente San Xoán de Pando) es una parroquia y una aldea española del municipio de Becerreá, en la provincia de Lugo, Galicia.

## Organización territorial
La parroquia está formada por dos entidades de población:
- Pando
- Veiga (A Veiga)[5]

## Demografía

### Parroquia
| Gráfica de evolución demográfica de Pando (parroquia) entre 2000 y 2019 |
|                                                                         |
| Datos según el nomenclátor publicado por el INE.                        |

### Aldea
| Gráfica de evolución demográfica de Pando (aldea) entre 2000 y 2019 |
|                                                                     |
| Datos según el nomenclátor publicado por el INE.                    |